# Cor Madrigal
El Cor Madrigal és una agrupació coral fundada per Manuel Cabero i Vernedas l'octubre de 1950 a Barcelona i celebrà el seu primer concert el juliol de 1951. El 1993 n'assumí la direcció Mireia Barrera. Des de setembre de 2019, Pere Lluís Biosca n'és el director.
Al llarg de la seva existència ha treballat amb directors com Sergiu Celibidache, Mario Rossi, Sergiu Comissiona, Franz-Paul Decker, Trevor Pinnock, Mstislav Rostropóvitx i Claudio Scimone, entre d'altres. El Cor Madrigal forma part de l'Agrupació Cor Madrigal.